# Esgrima nos Jogos Pan-Americanos de 2015 - Espada por equipes feminino
A competição da espada por equipes feminino foi um dos eventos da esgrima nos Jogos Pan-Americanos de 2015, em Toronto. Foi disputada no  Toronto Pan Am Sports Centre no dia 24 de julho.

## Calendário
Horário local (UTC-4).
| Data        | Horário | Fase                      |
| ----------- | ------- | ------------------------- |
| 24 de julho | 08:35   | Quartas de final          |
| 24 de julho | 09:50   | Disputa do 5º ao 8º lugar |
| 24 de julho | 11:05   | Semifinal                 |
| 24 de julho | 17:05   | Disputa pelo bronze       |
| 24 de julho | 19:05   | Final                     |

## Medalhistas
|  | USA Estados Unidos                                  |  | VEN Venezuela                              |  | BRA Brasil                                      |
|  | Katharine Holmes Katarzyna Trzopek Anna van Brummen |  | Eliana Lugo Dayana Martinez María Martínez |  | Rayssa Costa Nathalie Moellhausen Amanda Simeao |

## Resultados
|  | Quartas de final | Quartas de final         | Quartas de final |               |               | Semifinal          | Semifinal           | Semifinal           |                     |  | Final | Final              | Final |
|  |                  |                          |                  |               |               |                    |                     |                     |                     |  |       |                    |       |
|  | 1                | USA Estados Unidos       | 45               |               |               |                    |                     |                     |                     |  |       |                    |       |
|  | 8                | DOM República Dominicana | 33               |               |               |                    |                     |                     |                     |  |       |                    |       |
|  | 8                | DOM República Dominicana | 33               |               | 1             | USA Estados Unidos | 32                  |                     |                     |  |       |                    |       |
|  |                  |                          |                  |               | 1             | USA Estados Unidos | 32                  |                     |                     |  |       |                    |       |
|  |                  | 4                        | BRA Brasil       | 31            |               |                    |                     |                     |                     |  |       |                    |       |
|  | 5                | 4                        | BRA Brasil       | 31            | ARG Argentina | 39                 |                     |                     |                     |  |       |                    |       |
|  | 5                |                          |                  |               | ARG Argentina | 39                 |                     |                     |                     |  |       |                    |       |
|  | 5                | BRA Brasil               | 45               |               |               |                    |                     |                     |                     |  |       |                    |       |
|  |                  |                          |                  |               |               |                    |                     |                     |                     |  | 1     | USA Estados Unidos | 29    |
|  |                  |                          | 2                | VEN Venezuela | 22            |                    |                     |                     |                     |  |       |                    |       |
|  | 3                | CAN Canadá               | 26               |               |               |                    |                     |                     |                     |  |       |                    |       |
|  | 6                | CUB Cuba                 | 45               |               |               |                    |                     |                     |                     |  |       |                    |       |
|  | 6                | CUB Cuba                 | 45               |               | 6             | CUB Cuba           | 31                  |                     |                     |  |       |                    |       |
|  |                  |                          |                  |               | 6             | CUB Cuba           | 31                  |                     |                     |  |       |                    |       |
|  |                  | 2                        | VEN Venezuela    | 37            |               |                    | Disputa pelo bronze | Disputa pelo bronze | Disputa pelo bronze |  |       |                    |       |
|  | 7                | COL Colômbia             | 38               |               |               |                    | 4                   | BRA Brasil          | 38                  |  |       |                    |       |
|  | 2                | VEN Venezuela            | 45               |               |               |                    |                     |                     |                     |  | 6     | CUB Cuba           | 29    |

### Disputa do 5º   ao 8º lugar
|  | Classificação | Classificação            | Classificação |  |  | Diputa pelo 5º lugar  | Diputa pelo 5º lugar     | Diputa pelo 5º lugar  |
|  |               |                          |               |  |  |                       |                          |                       |
|  | 8             | DOM República Dominicana | 45            |  |  |                       |                          |                       |
|  | 5             | ARG Argentina            | 38            |  |  |                       |                          |                       |
|  |               |                          |               |  |  | 8                     | DOM República Dominicana | 37                    |
|  |               |                          |               |  |  | 3                     | CAN Canadá               | 45                    |
|  | 3             | CAN Canadá               | 45            |  |  |                       |                          |                       |
|  | 7             | COL Colômbia             | 39            |  |  | disputa pelo 7º lugar | disputa pelo 7º lugar    | disputa pelo 7º lugar |
|  |               |                          |               |  |  | 5                     | ARG Argentina            | 39                    |
|  |               |                          |               |  |  | 7                     | COL Colômbia             | 45                    |

## Classificação final
| Colocação         | Nacionalidade            | Atleta                                                  |
| ----------------- | ------------------------ | ------------------------------------------------------- |
| Medalha de ouro   | USA Estados Unidos       | Katharine Holmes Katarzyna Trzopek Anna van Brummen     |
| Medalha de prata  | VEN Venezuela            | Eliana Lugo Dayana Martinez María Martínez              |
| Medalha de bronze | BRA Brasil               | Rayssa Costa Nathalie Moellhausen Amanda Simeao         |
| 4                 | CUB Cuba                 | Yoslaine Cardenal Seily Mendoza Yamirka Rodriguez       |
| 5                 | CAN Canadá               | Malinka Hoppe Leonora MacKinnon Alexis Rudkovska        |
| 6                 | DOM República Dominicana | Elisa Bocchia Elsa Mateo Violeta Ramírez Peguero        |
| 7                 | COL Colômbia             | Laskmi Lozano Diana Rodriguez Oriana Tovar Karaindros   |
| 8                 | ARG Argentina            | Elida Aguero Clara Isabel Di Tella Maria Dueñas Nicolau |